# Solaris Urbino 10
Solaris Urbino 10 est un modèle d'autobus en version midibus de dix mètres de long à plancher bas lancé en 2002 par Solaris Bus & Coach.

## Histoire
La société Neoplan Polska a créé une famille de bus sous le nouveau nom de la marque Solaris et a démarré à partir des modèles avec des longueurs de 9, 12, 15 et 18 mètres. Après une annonce de l'une des villes de l'appel d'offres pour un plus grand nombre d'autobus avec des longueurs de 10 mètres, Solaris Bus & Coach a développé un nouveau modèle avec cette longueur, initialement offert sous la marque Solaris Urbinetto 10. En même temps, ils ont abandonné la production du modèle le plus court : la Solaris Urbino 9.
Depuis le printemps 2005, la société a produit Solaris Urbino 10 dans sa troisième génération, mais c'est la deuxième version de ce bus. Il est produit en version avec des moteurs diesel (répondant initialement aux normes d'émission de Euro 3 et Euro 4, Euro 5 ou EEV) et, depuis 2005, peuvent être fabriqués avec des variétés de moteurs CNG à essence par des entreprises comme Iveco et MAN. Le moteur de base utilisé dans ce modèle de bus est le Cummins ISB6.7E5 250B avec une puissance maximale de 180,5 kW (245 ch), répondant aux exigences de la norme Euro 5 avec une option de l'unité Cummins ISB6.7E5 285B supérieure avec une puissance maximale de 209 kW (284 ch). Tous les essieux proviennent de ZF. L'axe avant est ZF RL 75 EC ou ZF RL 85 A en option, l'essieu arrière ZF AV 132 est équipé de manière standard avec un ralentisseur de boîte de vitesses. Le châssis dispose d'un système de lubrification central. Le bus a la construction en acier résistant à la corrosion. De même, les panneaux sont en aluminium. Le système électrique est basé sur le système de bus CAN.

## Galerie

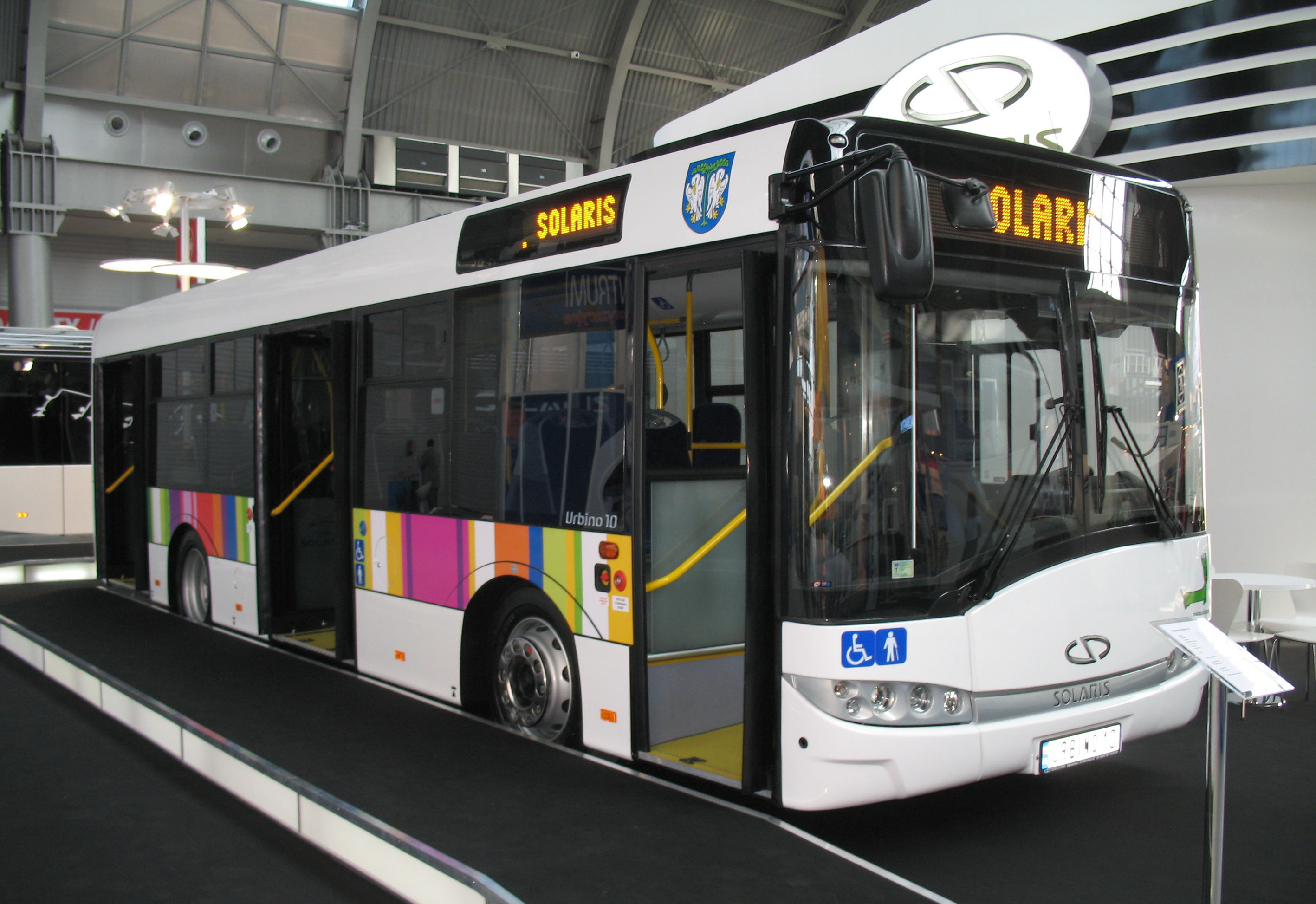
Face avant du Solaris Urbino 10
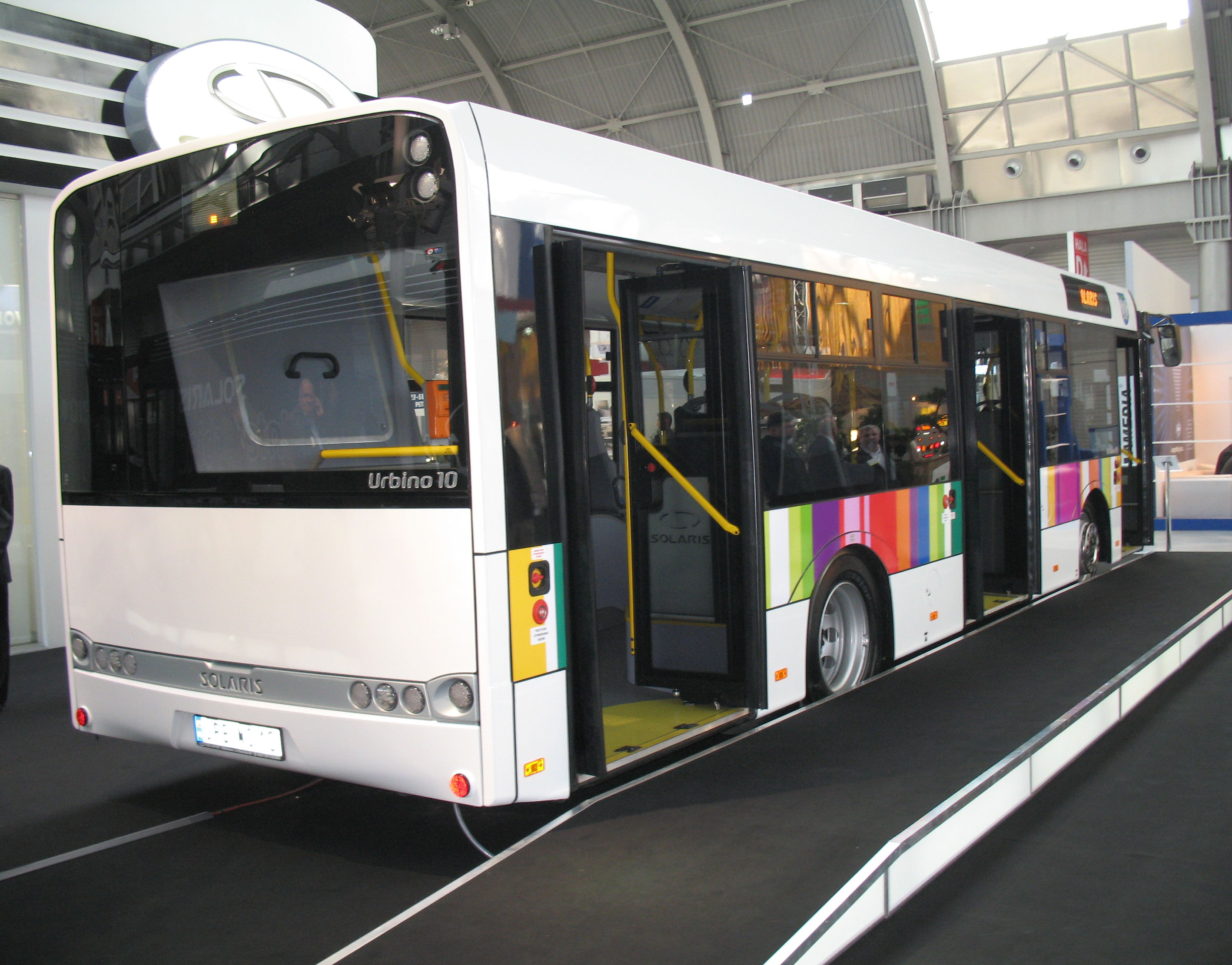
Face arrière du Solaris Urbino 10